# Fiat 238

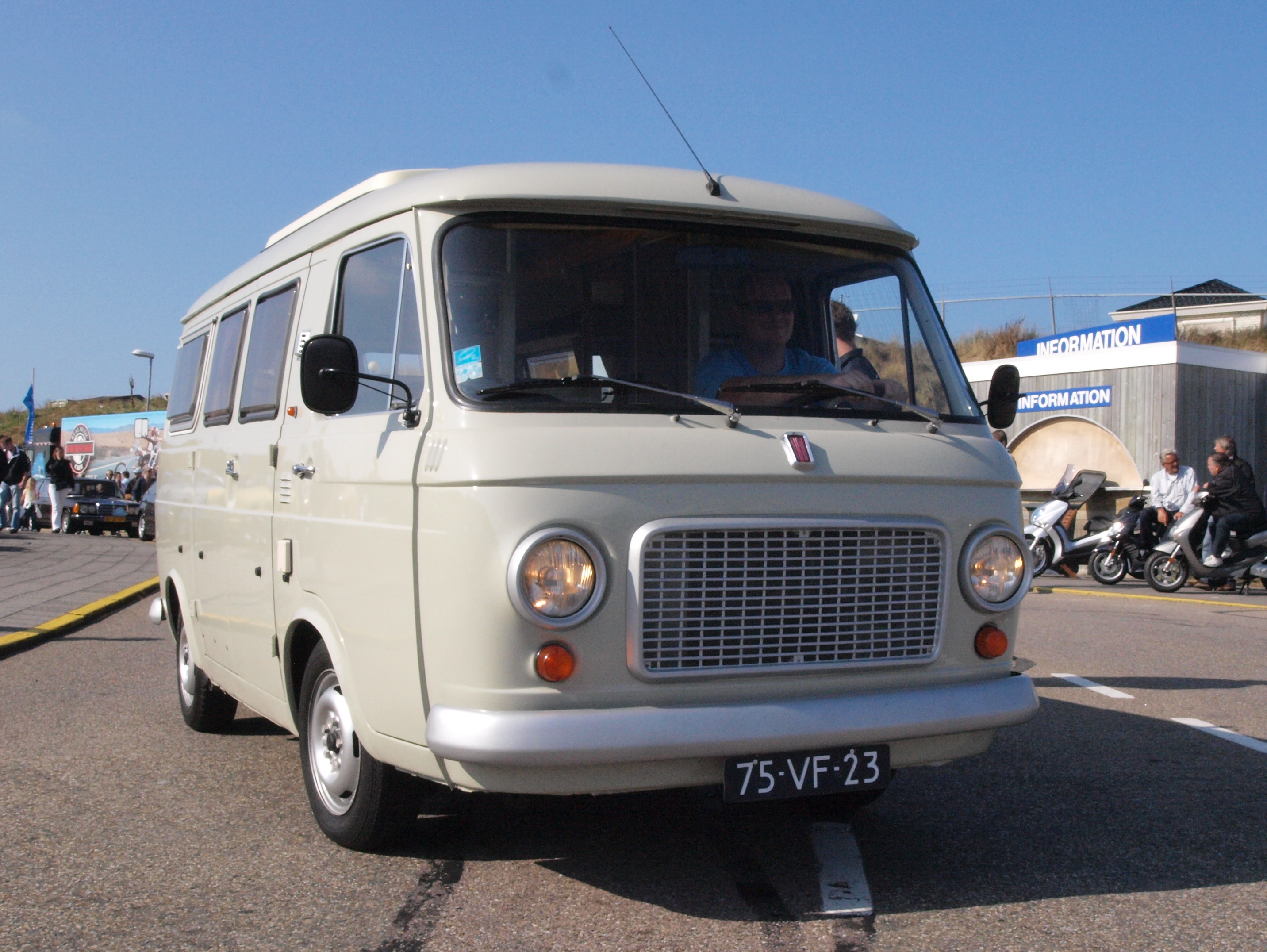
Fiat 238 (1966–1978)

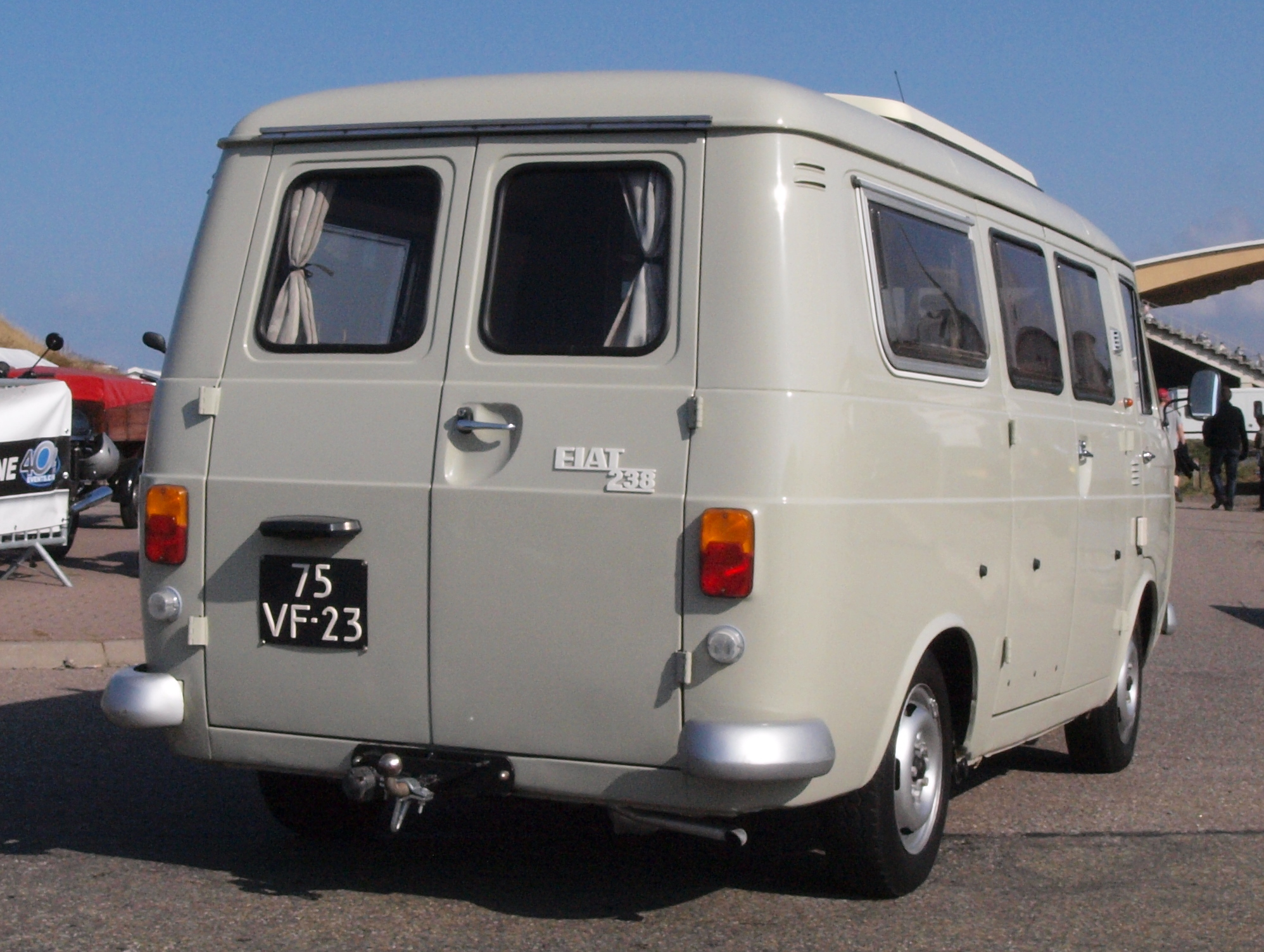
Heckansicht

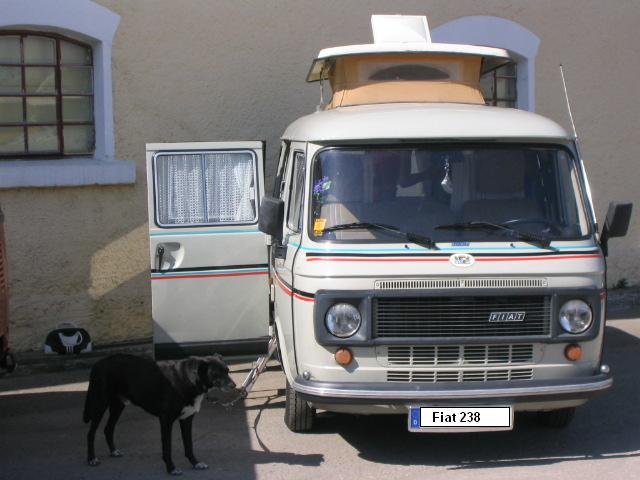
Fiat 238 E (1978–1982)

Der Fiat 238 ist ein Kleintransporter mit Frontantrieb von Fiat, der von 1966 bis 1982 gebaut wurde. Im Nutzfahrzeug-Angebot von Fiat war er seinerzeit oberhalb des Fiat 900 und unterhalb des Fiat 242 angesiedelt.

## Geschichte
Der Fiat 238 löste den Fiat 1100 T ab und wurde ab September 1966 gebaut. Er wurde in verschiedenen Variationen angeboten: als Kastenwagen, Kombi, Pritsche, Pritsche mit Doppelkabine, als Kleinbus, Luxusbus, Wohnmobil, Schulbus oder auch als Ambulanzwagen (nur mit 38 kW, auch als Steuerketten-Version).
Sowohl gestalterisch als auch konstruktiv sind Ähnlichkeiten zum Barkas B 1000 erkennbar, der ebenfalls ein Eintonner mit selbsttragender Karosserie, Einzelradaufhängung, 2400 mm Radstand und Frontantrieb mit Ottomotor über der Vorderachse ist. Ein Resultat dieses Konzepts ist die niedrige Ladehöhe von nur 410 mm. Die Nutzmasse des Kastenwagens betrug 1050 kg und die Leermasse 1250 kg. Der Stauraum fasste 6,5 m³, wobei es noch eine Variante mit höherem Dach und 7,5 m³ gab. Der Motor war in zwei Leistungsstufen erhältlich.
Als Fiat 241 gab es außerdem eine Variante mit Hinterradantrieb und größerer Nutzlast.
1978 führte eine Modellpflege zum Typ 238 E, der sich äußerlich mit geändertem Kühlergrill aus Kunststoff und einem Flankenschutz zu erkennen gibt. Geändert wurden unter anderem die Sitze und die Arretierung der Gurte. Den 1,5-l-Motor mit 38 kW (52 PS) gab es auch in einer auf 35 kW (47 PS) gedrosselten Variante, die Normalbenzin vertrug. Der Korrosionsschutz wurde verbessert, ebenso die Kupplung, Bremsen und anderem mehr.
Die Firmen Weinsberg und auch Westfalia bauten den Fiat 238 zu Campingmobilen um. Aufgrund des guten Raumkonzeptes durch den Frontantrieb und des daraus resultierenden flachen Ladebodens ließ sich der Innenraum trotz der relativ geringen Grundfläche gut nutzen, dadurch kann ein Bettmaß von rund 1,95 × 1,70 Meter realisiert werden, was vielfach nur in größeren Fahrzeugen möglich ist.
Im Juni 1982 endete die Produktion des 238. Nachfolger war der schon seit 1981 gebaute Fiat Ducato.

## Varianten
- 238 (gebaut von 1966 bis 1968; 1221 cm³; 31,5 kW bei 4600/min)
- 238 – 1200 (gebaut von 1968 bis 1974; 1197 cm³; 32,5 kW bei 4600/min)
- 238 – 1500 (gebaut von 1968 bis 1978; 1438 cm³; 34 kW bei 4200/min)
- 238 – S (gebaut von 1974 bis 1978; 1438 cm³; 38 kW bei 4600/min)
- 238 E (gebaut von 1978 bis 1982; 1438 cm³; 34,5 bzw. 38 kW)

## Technische Details
- Sitzplätze: 2 bis 9
- Ladevolumen: 6,5 Kubikmeter
- Nutzlast: bis zu 1000 kg
- Antrieb: Frontantrieb (Antriebseinheit vom Autobianchi Primula), Vierzylinder in Reihe, vorne quer eingebaut mit 1200 cm³ und 31 bis 32 kW, Exportversion mit Motor des Fiat 124 mit 1438 cm³ Hubraum und Steuerkette, 34 bis 38 kW; 238 E mit 38 kW, Motor vom Fiat 131 mit Zahnriemen
- Karosserie: selbsttragend
- Fahrwerk: vorn Querlenker unten und radführende Querblattfeder oben nach Art einer Doppelquerlenkerachse; hinten Längsschwingen mit Drehstabfedern; hydraulisch betätigte Trommelbremsen an allen Rädern mit Unterdruckservo; Schnecken-Rollen-Lenkung
- Höchstgeschwindigkeit: bis zu 109 km/h – je nach Ausführung
- Abmessungen (L/H/B): 4600 mm × 1980 mm × 1850 mm

In Deutschland gab es die 1200er-Version nicht, es wurden nur die hubraumstärkeren Versionen angeboten.